# Hyblaea inferna
Hyblaea inferna is een vlinder uit de familie van de Hyblaeidae. De wetenschappelijke naam van de soort is voor het eerst geldig gepubliceerd in 1917 door Max Gaede.